# Bande dessinée norvégienne
La bande dessinée norvégienne est une bande dessinée réalisée par des auteurs norvégiens.

## Histoire
La bande dessinée norvégienne débute dans les années 1930, avec un strip non signé de la série Jens von Bustenkiold publié dans le journal Beidermagasinet. C'est dans les années 1970 que commence à émerger une véritable bande dessinée norvégienne. En 1972, Håkon Aasnes crée la série Seidel og Tobram qui raconte la vie d'un couple vivant dans un village de Norvège imaginaire. Elle est publiée dans de nombreux journaux norvégiens et dans sa lignée suivent d'autres séries de moindre envergure. Au début des années 1980 sont créées les séries Bobbla et Teskt og tegning qui sont les premières bandes dessinées d'auteur norvégiennes. Au début des années 1990 est créé le journal de bande dessinée humoristique pour adolescents Python, puis le journal alternatif Gateavis. En 1996, est créée, dans la presse quotidienne, la série Pondus de Frode Øverli.

## Documentation
- Patrick Gaumer, « Norvège », Larousse de la BD, Paris : Larousse, 2010, hors-texte p. 84.